# Макаровский (Вологодская область)
Макаровский — посёлок в Никольском районе Вологодской области.
Входит в состав Кемского сельского поселения (с 1 января 2006 года по 1 апреля 2013 года входил в Верхнекемское сельское поселение), с точки зрения административно-территориального деления — в Верхнекемский сельсовет.
Расстояние по автодороге до районного центра Никольска — 65 км, до центра муниципального образования посёлка Борок — 15 км. Ближайшие населённые пункты — Всемирская, Савино, Серпово. В трёх километрах к западу от посёлка находится недействующая конечная станция Кема Монзенской железной дороги.
По переписи 2002 года население — 153 человека (65 мужчин, 88 женщин). Преобладающая национальность — русские (99 %).